# Johannissteine (Lage (Lippe))

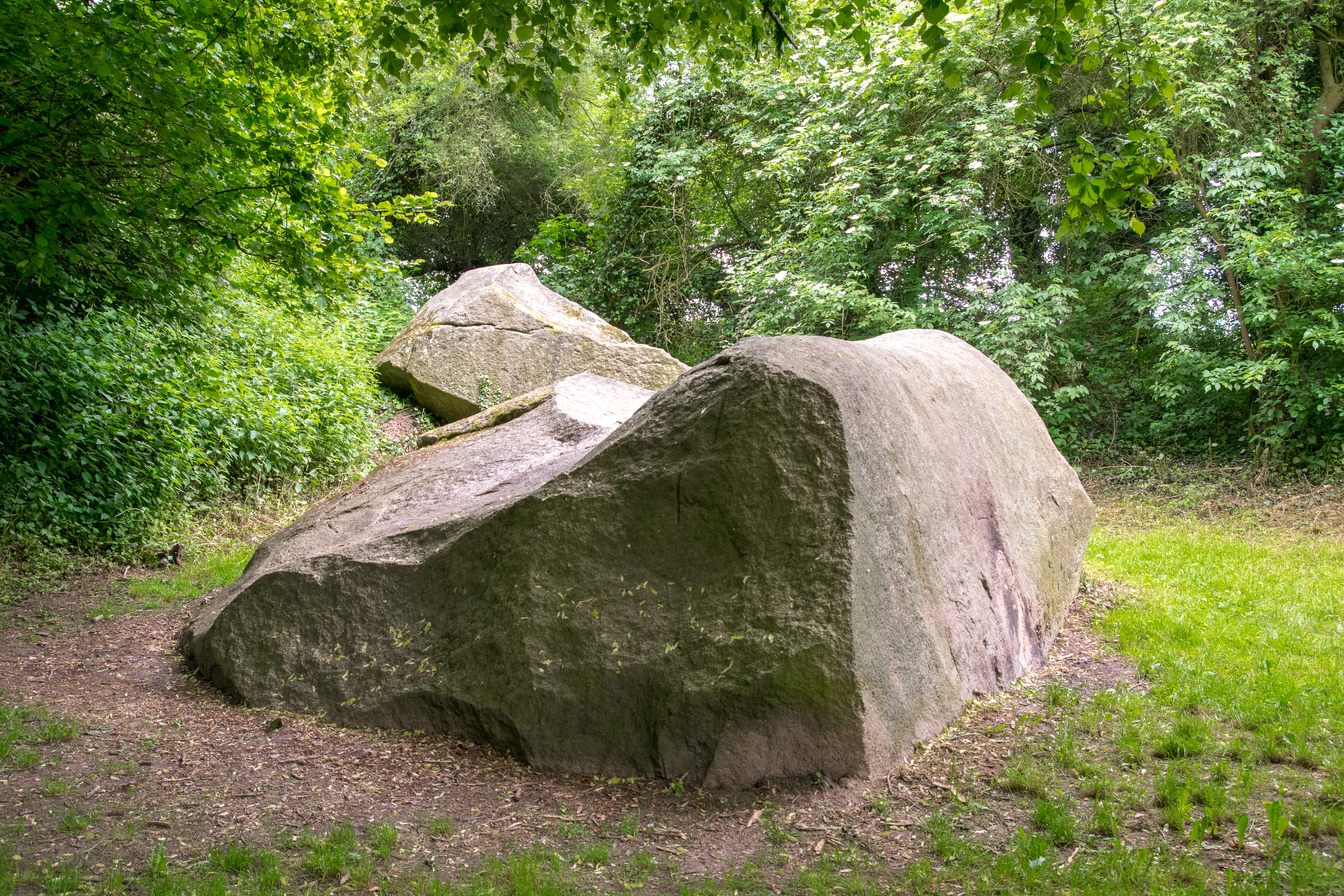
Die Johannissteine

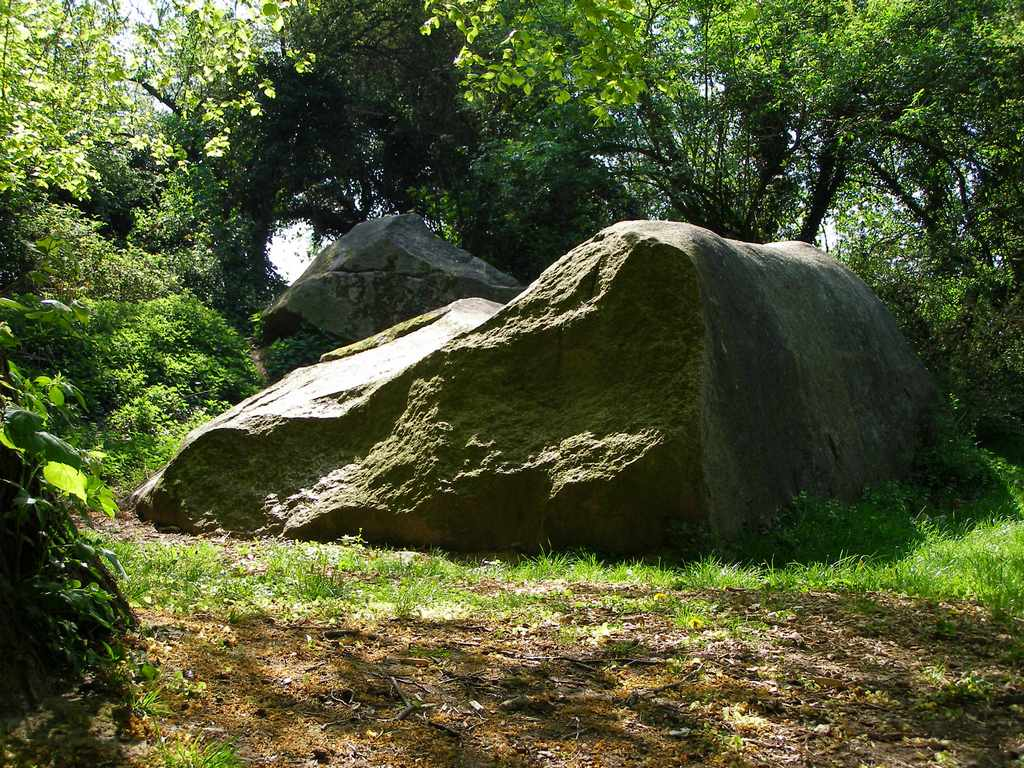

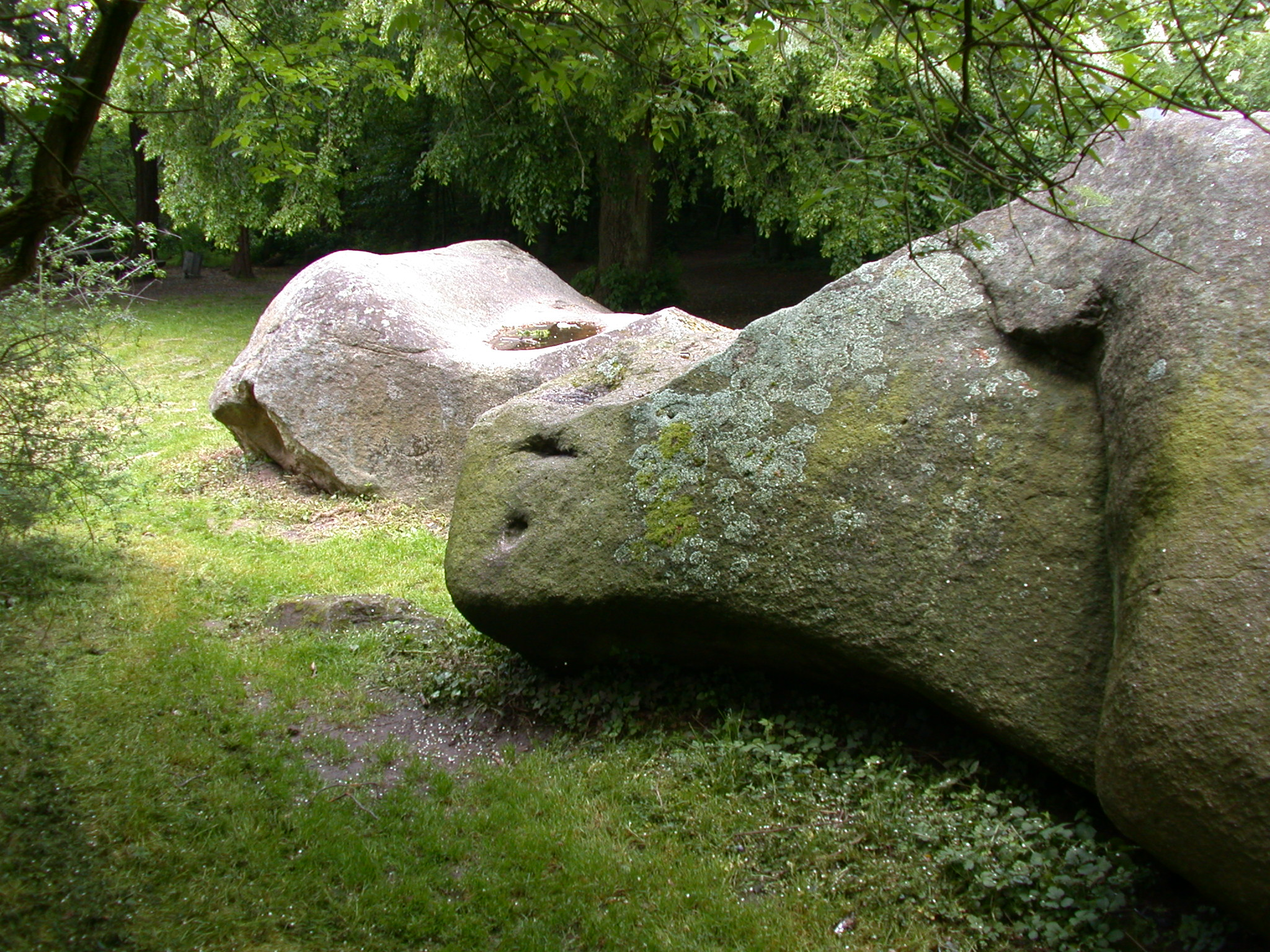

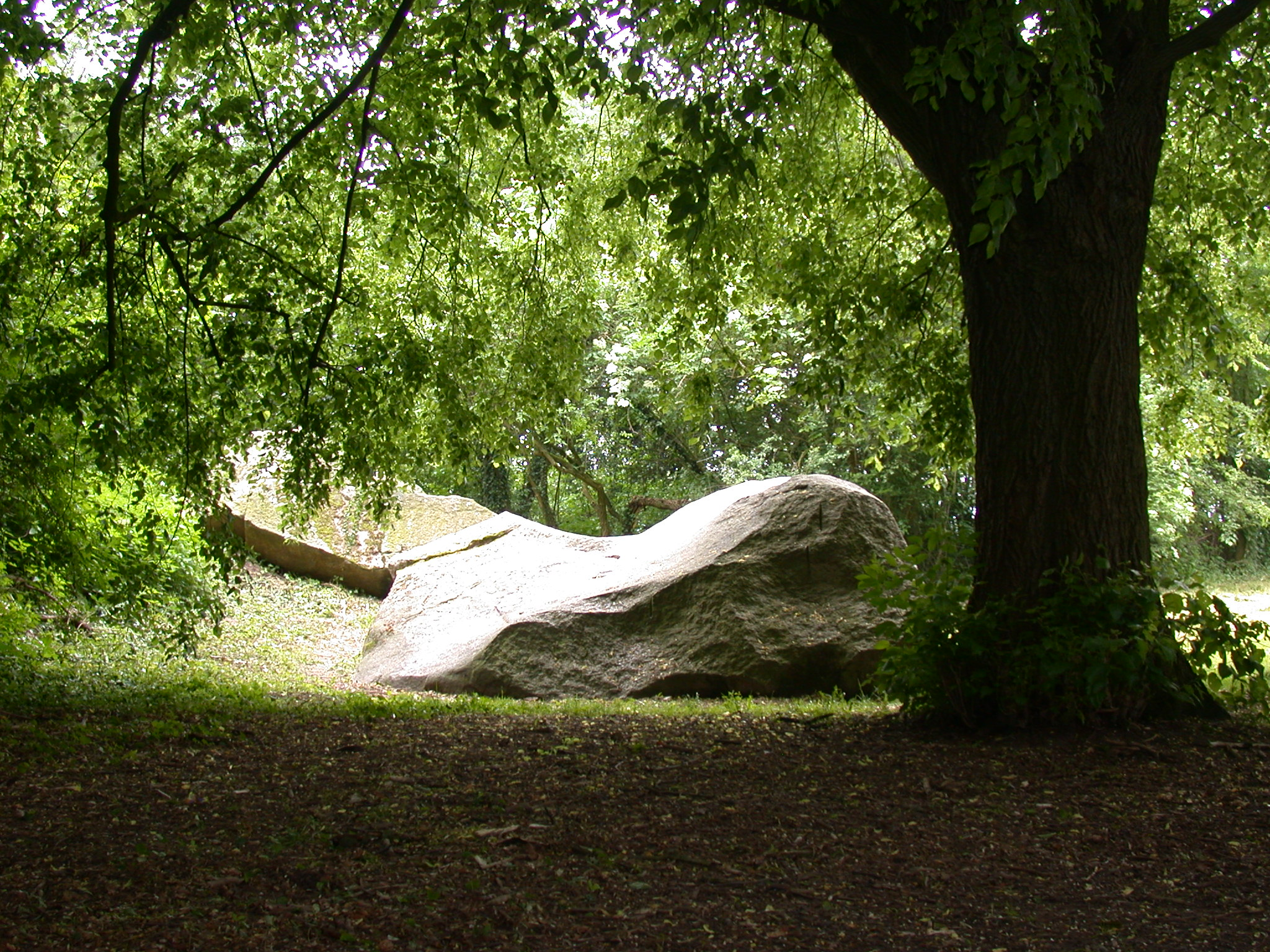

Die Johannissteine sind eine Gruppe von Findlingen im Gebiet der lippischen Stadt Lage.
Die mächtigen erratischen Granitblöcke wurden von Gletschern der Saale-Eiszeit vor 200.000 bis 125.000 Jahren an ihren jetzigen Ort geschoben und sind als überregional bedeutendes Geotop unter der Nummer 2.3-16 in die „Liste der Naturdenkmäler in Lage“ eingetragen.

## Lage
Die Johannissteine befinden sich rund anderthalb Kilometer südöstlich der Lagenser Stadtmitte, südlich der „Detmolder Straße“ (Bundesstraße 239) Richtung Orbke/Detmold, in Verlängerung der Straße „An den Johannissteinen“, im nordrhein-westfälischen Kreis Lippe in Deutschland.

## Beschreibung
Der größte der drei eigentlichen Johannissteine, „Stein 1“, ist 6,20 Meter lang, 5,50 Meter breit und hat bei einem Volumen von etwa 39 Kubikmetern ein geschätztes Gewicht von rund 104 Tonnen. Er liegt exakt in Nord-Süd-Richtung.
„Stein 2“ (5,2 × 3,0 × 2,3 m) liegt rechtwinklig zu „Stein 1“, „Stein 3“ (4,0 × 2,7 × 2,1 m) liegt südwestlich der beiden großen Steine; im weiteren Bereich liegen kleine Findlinge und Bruchstücke.
Im Jahr 1990 wurden die Johannissteine zum Bodendenkmal erklärt.

## Herkunft
Mit großer Wahrscheinlichkeit stammen die Johannissteine aus dem Bereich der Åland-Inseln in der nördlichen Ostsee, zwischen Schweden im Westen und dem finnischen Festland im Osten. Bereits 1926 wurde die Herkunft durch sogenannte Dünnschliffuntersuchungen an den Universitäten Greifswald und Münster sowie der schwedischen Universität Uppsala festgestellt.

## Kultstätte / Kalender
An allen drei großen Steinen sind insgesamt 15 Einmeißelungen (Symbole wie Herz, Pentagramm, Kerben, Kreise) sowie 13 Bohrlöcher und -kanäle vorhanden.
Drei exakte Fünfkantlöcher im „Stein 1“ erlauben unter Einsatz von Stäben die präzise Lokalisierung der Wintersonnenwende. Auch die anderen jahreszeitlichen Wendepunkte lassen sich von den Johannissteinen aus bestimmen, so dass die Johannissteine in vorchristlicher Zeit wohl als eine Art Kalender dienten. Die Löcher könnten im Zeitraum 500 bis 100 vor Christus entstanden sein.